# Croz del Re
Il Croz del Re (2505 m s.l.m.) è un monte delle Dolomiti di Brenta nelle Alpi Retiche meridionali. Si trova nella catena orientale del Sottogruppo della Campa, in Val di Non, nel territorio del Parco naturale Adamello Brenta.

## Descrizione
La cima è situata nella parte meridionale della catena orientale della Campa. A sud è presente il Mulàr Alto (2418 m), ad est la Val dei Cavài e a nord il Monte Corona.

## Accessi
- Da Malga Spora (1851 m) si raggiunge la Sella del Montòz (2327 m) seguendo le indicazioni del sentiero SAT 338. Da qui si sale a destra verso il Monte Corona, a sud con un percorso segnato ci si porta alla forcella del Croz, proseguendo a destra sul lato nord-est della cresta si arriva alla vetta. (Ore: 2.30, da Malga Spora. Diff. 1° inf.).[2][3]

## Traversate
- Da Monte Corona è possibile raggiungere il Croz del Re seguendo la cresta, in una facile arrampicata. (Ore: 1.30. Diff. 1º grado).[1][2]